# ネストル・アラウホ
ネストル・アレハンドロ・アラウホ・ラソ（Néstor Alejandro Araujo Razo, 1991年8月29日 - ）は、メキシコ・グアダラハラ出身のサッカー選手。リーガMX・アメリカ所属。メキシコ代表。ポジションはディフェンダー。

## クラブ経歴

### クラブ
プリメーラ・ディビシオンデビューは2010年9月に行われたケレタロ戦。90分間プレーし、3-0での勝利に貢献した。
2018年6月14日、セルタにフリーで加入することが発表された。2021-22シーズン終了後、フリーでクラブを退団することが発表された。セルタでは在籍4シーズンで公式戦136試合に出場した。
2022年6月24日、母国メキシコに復帰し、アメリカに移籍した。

### 代表
2011年7月4日に行われたコパ・アメリカ2011グループステージ初戦の対チリ代表戦で、先制ゴールを決めた。ただし、試合は1-2で逆転負けを喫している。さらに他の2試合では完封負けで大会を去ることとなったため、大会を通じてチーム唯一の得点となった。

## 代表歴

### 出場大会
- メキシコ代表
  - 2022 FIFAワールドカップ

### 試合数
- 国際Aマッチ 67試合 3得点（2011年-）[5]

| メキシコ代表 | 国際Aマッチ | 国際Aマッチ |
| 年           | 出場        | 得点        |
| ------------ | ----------- | ----------- |
| 2011         | 3           | 1           |
| 2012         | 0           | 0           |
| 2013         | 0           | 0           |
| 2014         | 0           | 0           |
| 2015         | 0           | 0           |
| 2016         | 8           | 0           |
| 2017         | 13          | 2           |
| 2018         | 5           | 0           |
| 2019         | 8           | 0           |
| 2020         | 4           | 0           |
| 2021         | 14          | 0           |
| 2022         | 9           | 0           |
| 2023         | 3           | 0           |
| 通算         | 67          | 3           |

## タイトル

### クラブ
クルス・アスル
- コパMX: クラウスーラ2013

サントス・ラグナ
- リーガMX: クラウスーラ2015, クラウスーラ2018
- コパMX: アペルトゥーラ2014
- カンペオン・デ・カンペオーネス: 2015

アメリカ
- リーガMX: アペルトゥーラ2023

### 代表
メキシコ U-20
- CONCACAF U-20選手権: 2011

メキシコ U-23
- パンアメリカン競技大会: 2011
- トゥーロン国際大会: 2012
- 夏季オリンピック: 2012

メキシコ
- CONCACAFゴールドカップ: 2019